# 3'-Fosfoadenozin-5'-fosfosulfat
3'-Fosfoadenozin-5'-fosfosulfat (PAPS) je derivat adenozin monofosfata koji je fosforilisan u 3' poziciji i ima sulfatnu grupu vezanu za 5' fosfat. Ovaj anjon je najčešći koenzim u sulfotransferaznim reakcijama. Srodni anjon je adenozin 5'-fosfosulfat (APS), koji nije fosforilisan u 3' poziciji.

## Formiranje i redukcija
APS i PAPS su intermedijeri u redukciji sulfatata do sulfita, egzotermnoj konverziji koju izvode sulfat redukujuće bakterije. U tim organizmima, sulfat služi kao akceptor elektrona, poput upotrebe O2 kao elektron akceptora kod aerobnih organizama. Sulfat se ne redukuje direktno, nego se mora aktivirati putem formiranja APS ili PAPS. Ovi nosači aktiviranog sulfata se formiraju reakcijom sa ATP-om. Prvu reakciju katalizuje ATP sulfaraza:
Konverziju APS u PAPS katalizuje APS kinaza:
Redukcijom APS-a se proizvodi sulfit, koji se dalje redukuje do vodonik sulfida, i zatim izlučuje. Taj proces se naziva disimilatorna sulfatna redukcija. Redukcijom PAPS-a nastaje sulfatni estar, i zatim vodonik sulfid. Međutim u ovom slučaju, proizvod se koristi u biosintezi, npr. produkciji cisteina.